# Mathilde Malling Hauschultz
Mathilde Johanne Malling Hauschultz, född 2 december 1885 i Köpenhamn, död på samma ort 30 december 1929, var en dansk advokat och politiker (Det Konservative Folkeparti). Både som advokat och folketingsledamot har hon gått till kvinnohistorien, eftersom hon var bland de första kvinnorna som innehade dessa ämbeten och för att hon grundlade den första politiska kvinnoföreningen i Danmark. Hon har för sitt politiska och sociala arbete dekorerats med det polska Röda Korsets medalj.

## Bakgrund
Mathilde Malling Hauschultz var dotter till Gustav Frederik Ludvig Vilhelm Schneider Malling, en advokat med en egen firma, och dennes hustru Hortensia Martine Malmberg. Hon avlade studentexamen från Laura Engelhardts Skole 1905 och studerade juridik vid Köpenhamns Universitet. Efter avlagd juristexamen 1911 blev hon advokatfullmäktig och tog anställning vid faderns advokatfirma. 1914 blev hon dessutom tilldelad titeln overretssagfører, dvs. den advokattitel som av Justitieministeriet tilldelades dem som berättigades mötesrätt vid Danmarks högsta rättsinstanser, Overretterne. Även fadern innehade denna titel och Hauschultz blev hans kompanjon. Efter faderns död 1919 tog hon över firman tillsammans med sin man, Rudolph Hauschultz, också han overretssagfører.

## Politisk karriär
Vid sidan om sitt arbete som advokat var Hauschultz även partipolitiskt engagerad i det konservativa partiet Højre, från 1915 verksamt som Det Konservative Folkeparti (DKF). Hon var en av initiativtagarna till upprättandet av partiets kvinnoförbund, Danske Kvinders konservative Forening, 1914. Detta var även det första partipolitiska kvinnoförbundet i Danmark. Hon engagerade sig för att kvinnor skulle uppnå samma medborgerliga och politiska rättigheter som män, vilket innebar att hon även arbetade mot sitt eget parti i denna fråga, bl.a. i det utskott som skulle revidera partiets partiprogram (1915) samt som ledamot i partiets verkställande utskott och valberedning. Hon var också engagerad i försvarspolitiska frågor och aktiv i Danske Kvinders Forsvarsforening, som bland annat arbetade emot den nedrustning som hade genomförts av den danska regeringen 1909. I samband med att allmän och lika rösträtt hade införts i Danmark genom en grundlagsändring 1915 ställdes Hauschultz upp som ett av sitt partis spetskandidater inför valet till Folketinget 1918. Hon blev tillsammans med Karen Ankersted invald som en av två kvinnor från sitt parti. Efter Ankersteds plötsliga död 1921 blev Hauschultz den enda kvinnan som representerade DKF i den danska Rigsdagen, som bestod av två kammare (Folketinget och Landstinget). Hon var bl.a. ledamot i justitieutskottet och deltog i flera behandlingar och utredningar av lagförslag rörande äktenskap, avkriminalisering av abort, dödsstraff, våldtäkt samt jämställdhet mellan könen. Hon utmärkte sig också som likhetsfeminist och motsatte sig särartsfeministiska försök på att upprätta särskilda kvinnopartier eller andra könsseparatistiska grupperingar. Även som folketingsledamot engagerade hon sig i försvarspolitiska frågor. Hennes stöd för försvaret kom bl.a. till uttryck då hon lade ned sin röst vid en omröstning om en överenskommelse mellan Venstre-regeringen och DKF, då hon ansåg att man inte hade beviljat försvaret tillräckligt med pengar.
Hauschultz fortsatte med att bedriva sitt advokatämbete vid sidan om sina många politiska uppdrag. Från 1921 var hon redaktör av rubriken Kvinden og Hjemmet i den borgerliga tidningen Berlingske Tidende. Hennes artiklar berörde såväl juridiska som politiska och etiska frågor och hon bidrog även med artiklar till andra tidningar och tidskrifter. Hennes karriär fick dock ett plötsligt slut då hon drabbades av en hjärnblödning vid 44-års ålder och dog som en följd av sin åkomma. Konservativa kvinnor i hela Danmark lät utföra ett porträtt av henne som idag hänger i DKF:s partirum på Christiansborg. För att hedra minnet av Hauschultz lät man även upprätta en friplats i hennes namn för en kvinna på en konservativ folkhögskola.

## Övriga förtroendeposter och uppdrag
- Ordförande av Kvindelig Læseforening (1929)[6]
- Styrelseledamot av Foreningen til Turistsagens Fremme i Danmark[6]
- Styrelseledamot av Foreningen til Kønssygdommenes Bekæmpelse[6]
- Styrelseledamot och kassör av Børnesanatorierne for København[6]
- Styrelseledamot av den konservativa Rigsdagsgruppen [6]
- Styrelseledamot av de konservativa kvinnornas valförening[6]
- Styrelseledamot av DKF:s valförening för Köpenhamn och Frederiksberg[6]